# Metepec

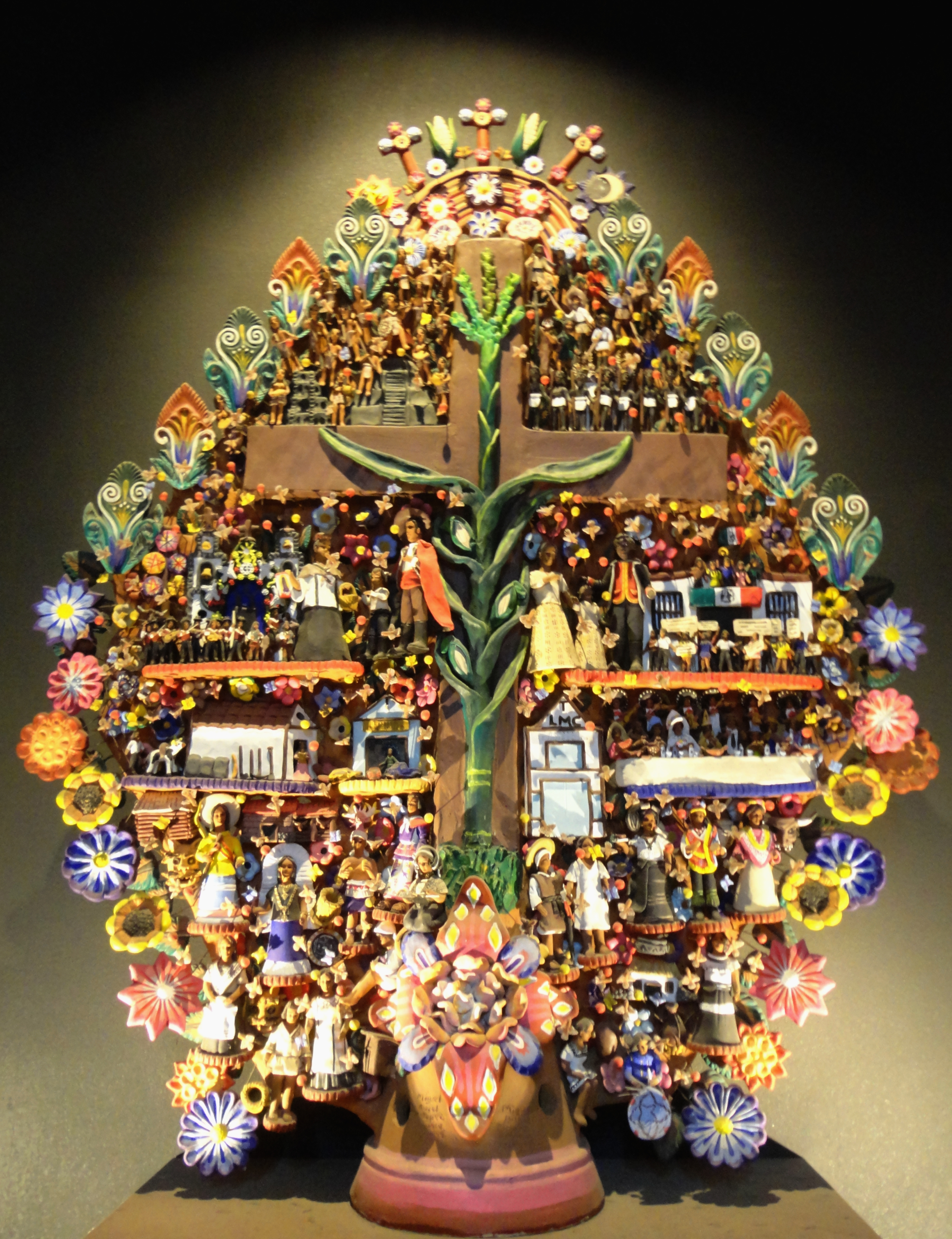
Árvore da vida.

Metepec é um município do estado do México, no México.
Situado na área metropolitana de Toluca, a aldeia de Metepec baseia a sua magia na variedade e na qualidade das lojas de artesanato de barro e cerâmica, que enchem as suas ruas. O tema mais famoso das suas peças de 'souvenir' é a árvore da vida.